# Ann Scott
Ann Scott, ein Pseudonym, (* 3. November 1965 in Boulogne-Billancourt, Frankreich) ist eine französische Schriftstellerin.

## Leben
Die Tochter einer russischstämmigen Fotografin und eines französischen Kunstsammlers wuchs mit ihrem in Kolumbien adoptierten Bruder in Paris auf und zog im Alter von 17 Jahren nach London. Dort spielte sie als Schlagzeugerin in Punkgruppen. Nach eigenen Aussagen war sie von ihrem 17. bis zum 26. Lebensjahr heroinsüchtig, habe aber seither von Drogen Abstand genommen. Sie war drei Jahre lang als Laufstegmodel, unter anderem für Vivienne Westwood, John Galliano, Yohji Yamamoto, Comme des Garçons, und Jean-Paul Gaultier und als Fotomodell tätig. Sie wurde für Werbekampagnen der Firma L’Oréal und des englischen Friseurs Vidal Sassoon engagiert und arbeitete mit renommierten Fotografen wie beispielsweise Nick Knight, Paolo Roversi und Dominique Tarlé. Es wurden ihr Titelseiten und redaktionelle Beiträge in verschiedenen englischen, italienischen und französischen Zeitschriften gewidmet.
Im Alter von 20 Jahren begann sie, unter anderem durch die Lektüre amerikanischer Autoren wie William S. Burroughs, Hubert Selby, John Fante, Jack Kerouac und Truman Capote, sich für die Literatur zu interessieren. Der Verleger und Schriftsteller Michel Luneau ermutigte sie zum Schreiben.
In London war Ann Scott die Lebensgefährtin verschiedener Musiker. Sie war ebenfalls mit dem Rockmusikkritiker Patrick Eudeline, dem Musiker Lenny Kayne, der Journalistin Axelle Ledauphin und dem weiblichen DJ Delphine Palatsi liiert.
Sie trägt über zwanzig Tätowierungen auf dem Oberkörper und den Armen, die sie unter langärmeliger Kleidung versteckt und zu denen sie erklärte, dass sie heute „sicher darauf verzichten“ würde, da diese „schwierig zu tragen“ seien.

## Werk
Die in den teilweise autobiographischen Romanen von Ann Scott immer wiederkehrenden Themen sind die Musik (der Rock ’n’ Roll in Asphyxie, die Technomusik in Superstars), Drogen (Asphyxie, Superstars, Poussières d'anges), der Tod (Asphyxie, Poussières d'anges, Le Pire des mondes) sowie die Bi- und Homosexualität (Superstars, Héroïne).
Anne Scott ist, gemeinsam mit dem Textdichter Nicola Sirkis, Autorin des Liedes Paradize des gleichnamigen Albums der New-Wave
Rockgruppe Indochine.

## Auszeichnungen
- 2023: Prix Renaudot für Les Insolents[3]

## Werksauswahl
- 1996: Asphyxie, Paris, Florent Massot, ISBN 2-908382-33-4
- 1998: Vorwort zu M&M's Fotoband Normal People, Paris, Crash Editions, ISBN 2-913049-00-1
- 2000: Superstars, Paris, Flammarion, ISBN 2-08-067837-X
- 2002: Poussières d'anges, Paris, Librio, ISBN 2-290-31859-0
- 2004: Le Pire des mondes, Paris, Flammarion, ISBN 2-08-068186-9
- 2005: Heroïne, Paris, Flammarion, ISBN 2-08-068707-7
- 2008: Les chewing-gums ne sont pas biodégradables, Paris, Scali
- 2010: À la folle jeunesse, Paris, Stock
- 2017: Cortex, Paris, Stock
- 2020: La Grâce et les ténèbres, Paris, Calmann-Lévy
- 2023: Les Insolents, Paris, Calmann-Lévy